# Noak Bridge
Noak Bridge – osada i civil parish w Anglii, w Esseksie, w dystrykcie Basildon. W 2011 civil parish liczyła 2763 mieszkańców.